# Тасшалкар
Тасшалка́р (каз. Тасшалқар) — село у складі району Біржан-сала Акмолинської області Казахстану. Входить до складур Донського сільського округу.
Населення — 438 осіб (2021; 512 у 2009, 625 у 1999, 1033 у 1989).
Національний склад станом на 1989 рік:
- казахи — 42 %;
- росіяни — 24 %.

До 2018 року село називалось Невське.